# محمدتقی فاضل میبدی
محمدتقی فاضل میبدی (زادهٔ ۶ مرداد ۱۳۳۲ در میبد)، عضو مجمع محققین و مدرسین حوزه علمیه قم و استاد دانشکده مفید قم است.

## زندگی
در ۶ مرداد ۱۳۳۲ در شهر میبد، استان یزد زاده شد. در سال ۱۳۵۰ به حوزه علمیه قم وارد شد. در دوران تحصیل در حوزهٔ علمیهٔ قم و نزد یوسف صانعی بود. استادان فلسفهٔ او یحیی انصاری شیرازی و عبدالله جوادی آملی بودند و درس خارج اصول را برای ۶ سال نزد ناصر مکارم شیرازی خواند. خارج فقه را نیز برای ۶ سال نزد حسینعلی منتظری خواند.

## تدریس و فعالیت‌های علمی
او سابقهٔ تدریس دروس شرح لمعه، حاشیه منطق، بدایة الحکمه، اصول فقه و کفایه را دارد. همچنین با مراکز علمی-پژوهشی دفتر تبلیغات اسلامی و دفتر تحقیقات به عنوان محقق همکاری می‌کند.

## دیدگاه‌ها
او از نزدیکان فکری سید محمد خاتمی، رئیس‌جمهور پیشین ایران، به‌شمار می‌رود. او در شهریور ۱۴۰۳ در پیامی در توییتر بیان می‌کند که دلیل کسری برق، گاز و آب و رخ دادن آن از دوره ریاست جمهوری روحانی برجام و به دلیل نابخردی طرف‌های در داخل ایران در زمینه برجام است. فاضل میبدی توسط برخی رسانه‌های خارج ایران «از جمله روحانیون نواندیشی معرفی می‌شود که تلاش می‌کند چهره روشن‌تر و مدرن‌تری از اسلام به جهان ارائه کند.»
وی همچنین اظهار داشته است که: دوچرخه‌سورای زنان در خیابان با ماشین سواری آن‌ها هیچ فرقی نمی‌کند، در واقع تفاوتی نمی‌کند مرکبی که انسان سوار می‌شود ماشین، موتور و یا دوچرخه باشد. خانمی که سوار دوچرخه می‌شود یا به خاطر صرفه‌جویی است و نمی‌خواهد هوا را آلوده کند یا اینکه می‌خواهد ورزش کند، لذا از هر جهت این خانم عمل خلاف شرعی را مرتکب نشده است و اینکه به حجاب این خانم گیر بدهیم، شرعی و عقلی و به نفع کشور و اسلام نیست.
وی همچنین نطراتی را دربارهٔ مرجعیت و خبرگان در گفتگو با سایت عصر قانون ارائه داد.

## آثار
کتب
- فاضل میبدی، محمدتقی. تسامح و تساهل. ته‍ران: موسس‍ه فرهن‍گی، انت‍شاراتی آفرین‍ه، ۱۳۷۹. شابک ‎۹۶۴-۶۱۹۱-۲۸-۲.
- فاضل میبدی، محمدتقی. حدیث آزادی. ته‍ران: هم‍شه‍ری، ۱۳۸۱. شابک ‎۹۶۴−۶۲۷۴−۶۵-X.
- فاضل میبدی، محمدتقی. دین چیست؟. قم: نش‍ر خرم، ۱۳۷۵. شابک ‎۹۶۴-۹۰۵۳۰-۵-۰.

مقالات
- رساله دین شناخت
- حدیث عقلانیت
- یاد نامه خاتمی
- حدیث آزادی
- تسامح و تساهل